# Vitbrynad mes
Vitbrynad mes (Poecile superciliosus) är en asiatisk fågel i familjen mesar inom ordningen tättingar, endemisk för Kina.

## Utseende
Vitbrynad mes är en stor (13,5–14 cm), satt och rätt långstjärtad mes med en fjäderdräkt som med sitt vita ögonbrynsstreck ytligt sett påminner om amerikanska bergtitan. Den skiljer sig dock genom rostbrunt på bröst och kinder istället för vitt, varmbrun rygg och inte gråbrun samt att ögonbrynsstrecket både är längre och tydligare.

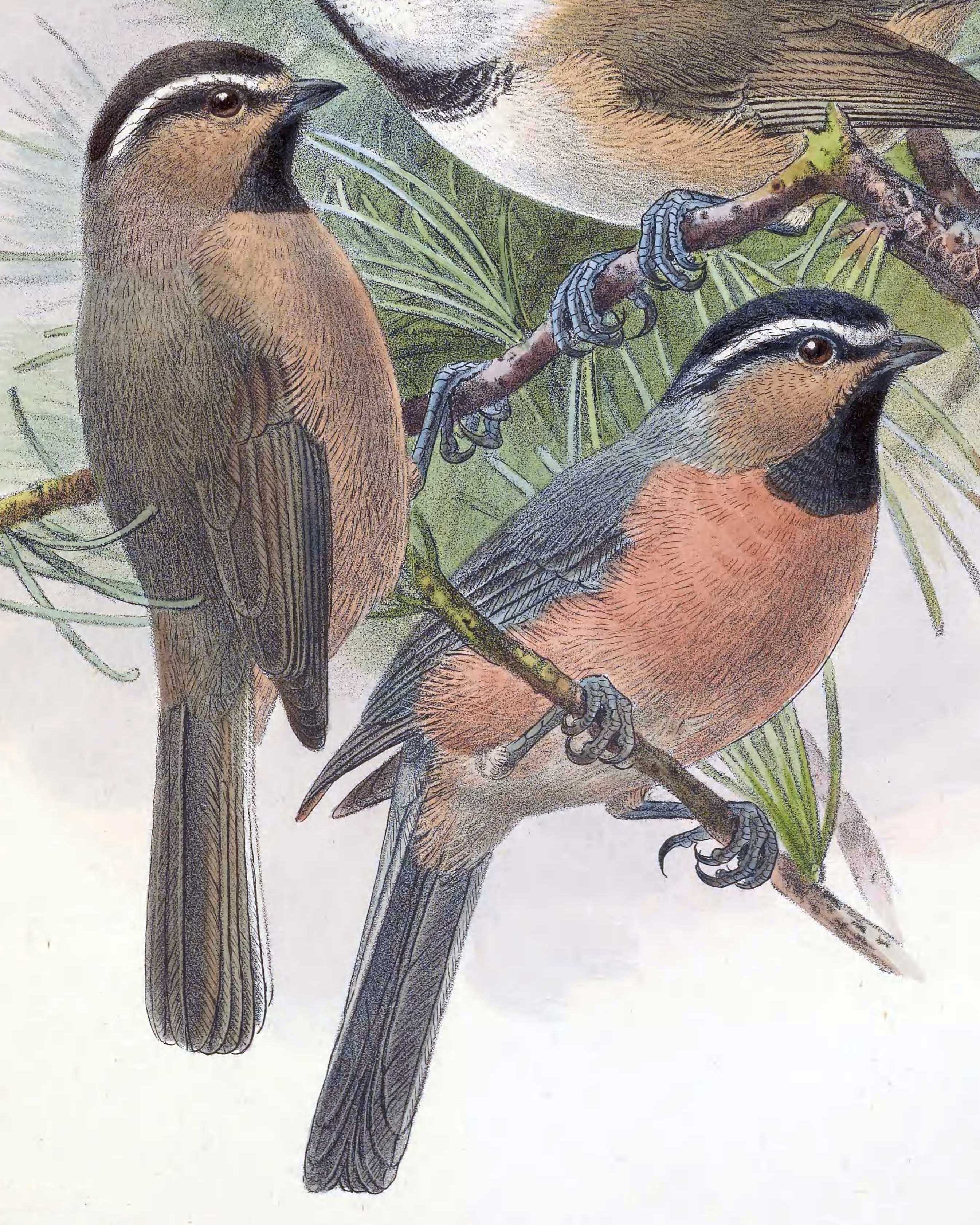

## Läte
Vitbrynad mes är en ljudlig fågel. Bland lätena hörs dubblerade ljusa, nästan viskande "si-si", liksom tunna "stip", torra insektslika "trrrrrrr" och varnande nötväckelika serier som "tsi-sit-sit-sit-sit-sit-sit-sip". Sången är varierad och komplex, vanligen inslag av locklätena i kombination.

## Utbredning och systematik
Vitbrynad mes återfinns i bergstrakter i västra Kina (Qinghai till sydöstra Tibet, Gansu och Sichuan). Den behandlas som monotypisk, det vill säga att den inte delas in i några underarter. DNA-studier visar att dess närmaste släkting, trots det avvikande utseendet, är balkanmesen (P. lugubris).

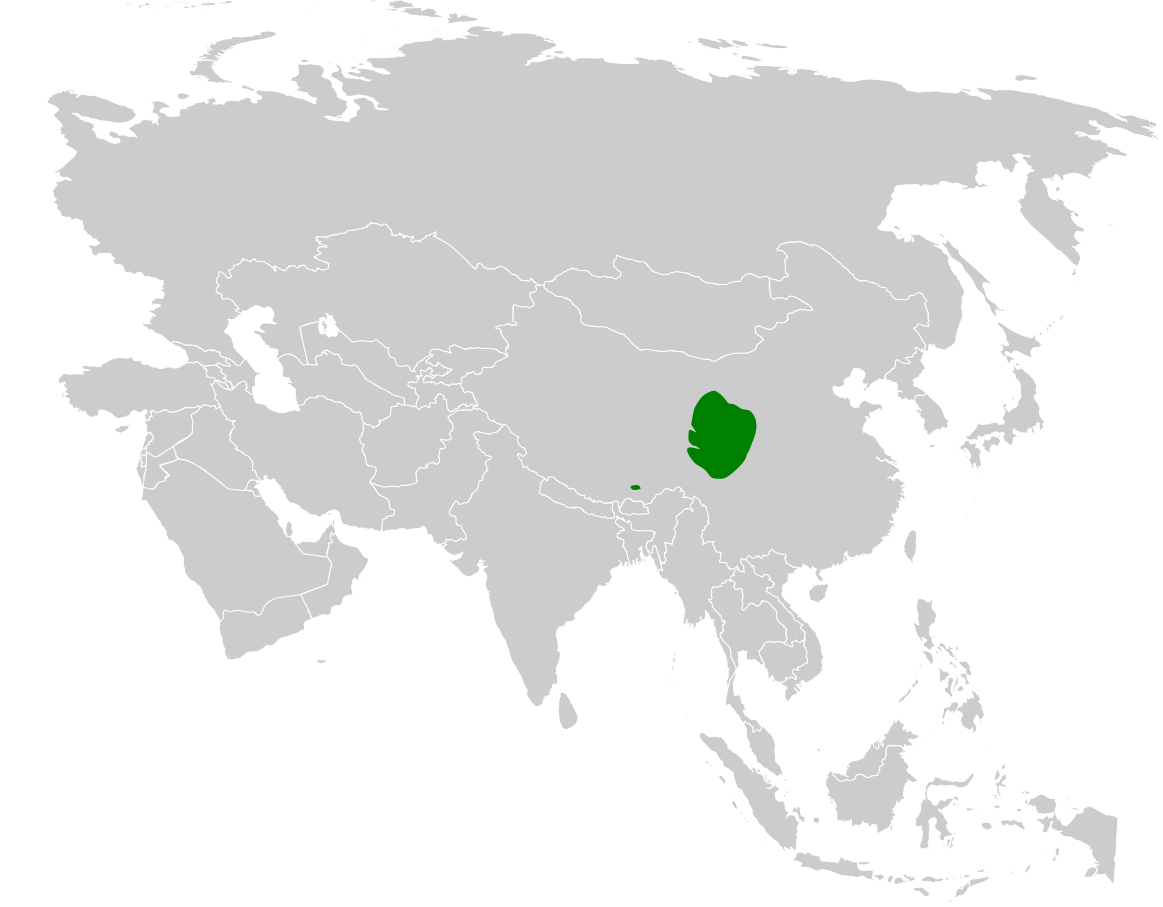
Utbredningsområde för vitbrynad mes.

### Släktestillhörighet
Arten placerade tidigare i det stora messläktet Parus. Data från jämförande studier av DNA och morfologi visade att en uppdelning av släktet bättre beskriver mesfåglarnas släktskap varför de flesta auktoriteter idag behandlar Poecile som ett distinkt släkte.

## Levnadssätt
Arten häckar i alpina buskskogar innehållande berberis, havtorn, rhododendron och pilar på 3 200 till 4 235 meters höjd. Vintertid söker den sig till lägre nivåer där den ses i barrskogar, främst gran. Den häckar på marken i klippskrevor eller gamla gnagarhål.

## Status och hot
Arten har ett stort utbredningsområde och en stor population med stabil utveckling och tros inte vara utsatt för något substantiellt hot. Utifrån dessa kriterier kategoriserar internationella naturvårdsunionen IUCN arten som livskraftig (LC). Världspopulationen har inte uppskattats men den beskrivs som generellt ovanlig, men kan vara lokalt vanlig.